# Archangielskaja Mielnica
Archangielskaja Mielnica (ros. Архангельская Мельница) – wieś w Rosji, w rejonie wielikoustidzkim obwodu wołogodzkiego. W 2010 r. liczyła 24 mieszkańców.